# Hemió de Síria
L'hemió de Síria (Equus hemionus hemippus) és una espècie extinta d'hemió (Equus hemionus) que vivia a Síria, Jordània i Iraq. Era l'èquid més petit que hi havia i no se'l podia domesticar. Tenia el pelatge d'un color que canviava amb les estacions - un pelatge oliva lleonat durant les estacions càlides i un de groc sorrenc durant les estacions fredes.
Es creu que aquest és l'animal descrit com a "ase salvatge" a diversos llibres de l'Antic Testament, incloent-hi Job, Salms, Jeremies i el llibre apòcrif de Siràcida. Els viatgers europeus al Pròxim Orient durant els segles XV i XVI n'observaren grans ramats. Tanmateix, la caça excessiva en delmà les poblacions durant els segles xviii i xix. La Primera Guerra Mundial fou una altra amenaça per l'espècie. L'últim exemplar salvatge fou mort el 1927 a Al Ghams, a prop de l'oasi d'Azraq (Jordània), i l'últim exemplar en captivitat morí el mateix any al Zoo de Viena.
Recentment, un estudi genètic ha demostrat que els famosos kunga, èquids molt valorats a la regió de Síria durant l'Edat de Bronze, eren l'encreuament sexual entre un hemió i una somera (Equus asinus). Es tractaria del primer exemple d’hibridació artificial conegut en la història.